# Kotawaringin
Kotawaringin is een bestuurslaag in het regentschap Bangka van de provincie Bangka-Belitung, Indonesië. Kotawaringin telt 2413 inwoners (volkstelling 2010).